# 편편애상니
《편편애상니》(偏偏爱上你)는 2012년 방송되었던 중국의 드라마이다. 2001년에 대한민국의 문화방송(MBC)에서 방송된 드라마 《호텔리어》의 리메이크 작품이기도 하다.

## 소개
- 호텔리어들의 일상과 사랑, M&A를 둘러싼 호텔 경영자들의 대결을 그린 드라마

## 등장 인물
- 한쉐 - 동신 역
- 위샤오웨이 - 린춘광 역
- 정자준 (丁子峻) - 원즈카이 역
- 고서광 (高曙光) - 리롱하오 역
- 신즈레이 - 리지아선 역
- 장령지 (章龄之) - 조이나 역
- 유천함 (刘芊含) - 샤리 역

## 같이 보기
- 호텔리어 (대한민국의 드라마 《호텔리어》의 일본판 리메이크 드라마)